# Kazagići (ort)
Kazagići är en ort i Bosnien och Hercegovina.   Den ligger i entiteten Federationen Bosnien och Hercegovina, i den centrala delen av landet, 30 km nordväst om huvudstaden Sarajevo. Kazagići ligger 619 meter över havet och antalet invånare är 189.
Terrängen runt Kazagići är kuperad. Närmaste större samhälle är Visoko, 11,7 km öster om Kazagići. 
Omgivningarna runt Kazagići är en mosaik av jordbruksmark och naturlig växtlighet. Runt Kazagići är det ganska tätbefolkat, med 93 invånare per kvadratkilometer.